# Lithasia
Lithasia é um género de gastrópode  da família Pleuroceridae.

## Espécies
Este género contém as seguintes espécies:
- Lithasia armigera (Say, 1821)
- Lithasia bubala Minton, 2013
- Lithasia curta I. Lea, 1868
- Lithasia duttoniana (I. Lea, 1841)
- Lithasia florentiana (I. Lea, 1841)
- Lithasia fuliginosa (I. Lea, 1841)
- Lithasia geniculata (Haldeman, 1840)
- Lithasia hubrichti Clench, 1965
- Lithasia jayana (I. Lea, 1841)
- Lithasia lima (Conrad, 1834)
- Lithasia obovata (Say, 1829)
- Lithasia pinguis (I. Lea, 1852)
- Lithasia salebrosa (Conrad, 1834)
- Lithasia spicula Minton, Savarese & D. C. Campbell, 2005
- Lithasia verrucosa (Rafinesque, 1820)